# Together Again (canção de Janet Jackson)
"Together Again" é uma canção da cantora norte-americana Janet Jackson para seu sexto álbum de estúdio, The Velvet Rope (1997). Foi escrita e produzida por Jackson, Jimmy Jam & Terry Lewis, com escrita adicional pelo então marido de Jackson, René Elizondo, Jr. Foi lançada como segundo single do álbum em 2 de dezembro de 1997, pela Virgin Records. Originalmente escrita como uma balada, a faixa foi rearranjada como uma música house e dance. Jackson ficou inspirada a escrever a canção por sua própria experiência pessoal de perder um amigo para a AIDS, bem como uma carta que recebeu de um jovem menino da Inglaterra que havia perdido o pai.
A canção foi bem sucedida comerialmente, ficando no número um da Billboard Hot 100 por duas semanas.

## Videoclipes
Dois videos foram produzidos para "Together Again". A versão original foi dirigida pelo fotógrafo francês Seb Janiak e coreografada por Tina Landon. Filmado no Serengeti, na Tanzânia, o vídeo mostra Jackson com maria-chiquinhas vermelhas em sua cabeça. Ela e seus dançarinos atuam em um paraíso futurista africano, onde as pessoas são vistas vivendo lado a lado com animais selvagens como elefantes, girafas e gatos selvagens. Em um ponto do vídeo, Jackson aparece abraçando outra versão de si mesma. Dan MacRae do ET Canada comentou: "Janet está positivamente radiante enquanto ela faz uma adorável coreografia e relaxa com a vida selvagem local". Esta versão recebeu uma indicação para o melhor vídeo de dança nos MTV Video Music Awards de 1998. Outro videoclipe foi lançado para o "Deeper Remix". Dirigido por René Elizondo, Jr, o vídeo retrata Jackson em um apartamento lembrando-se de um amigo. Ambos os vídeos são apresentados na edição de 2001 de All for You e na compilação de vídeo de 2004 From Janet to Damita Jo: The Videos.

## Faixas e formatos
| UK 12" single 1. Tony Humphries 12" Edit Mix - 9:57 2. Tony Humphries FBI Edit Dub - 7:20 3. DJ Premier 100 In A 50 Remix - 5:22 4. DJ Premier 100 Just The Bass Vocal - 5:21 5. Jimmy Jam Deep Remix - 5:46 UK 12" remix single 1. Tony Humphries Club Mix - 6:44 2. Tony Humphries 12" Edit Mix - 9:57 3. Tony Humphries FBI Dub - 7:20 4. Tony Humphries White & Black Dub - 6:30 UK CD maxi single 1. Radio Edit - 4:07 2. Tony Humphries Club Mix - 6:44 3. DJ Premier 100 in a 50 Remix - 5:22 4. Jimmy Jam Deep Remix - 5:46 5. Tony Moran 7" Edit W/ Janet Vocal Intro - 5:29 6. Jimmy Jam Deeper Radio Edit - 4:00 Japanese / Australian CD single 1. Radio Edit - 4:07 2. Tony Humphries Club Mix - 6:44 3. DJ Premier 100 In A 50 Remix - 5:22 4. Jimmy Jam Deep Remix - 5:46 5. Tony Moran 7" Edit W/ Janet Vocal Intro - 5:29 6. Jimmy Jam Deeper Radio Edit - 4:00 | US 12" single 1. Tony Moran 12" Club Mix - 11:00 2. Tony Humphries Club Mix - 6:44 3. Jimmy Jam Extended Deep Club Mix - 6:29 4. DJ Premier Just The Bass - 5:22 US CD single 1. Album Version - 5:01 2. Jimmy Jam Deep Remix - 5:49 3. Jimmy Jam Deeper Remix - 4:53 US CD maxi single 1. Jimmy Jam Deep Remix - 5:46 2. Jimmy Jam Deeper Remix - 4:52 3. Tony Moran 12" Club Mix - 11:00 4. Tony Humphries Club Mix - 6:44 5. DJ Premier Just The Bass - 5:22 French CD single 1. Radio Edit - 4:07 2. Jimmy Jam Deeper Radio Edit - 4:00 |

## Paradas
| Parada (1997–98)                                | Melhor posição |
| ----------------------------------------------- | -------------- |
| Austrália (ARIA)                                | 4              |
| Áustria (Ö3 Austria Top 75)                     | 6              |
| Bélgica (Ultratop 50 de Flandres)               | 2              |
| Bélgica (Ultratop 50 da Valônia)                | 2              |
| Canadá (Canadian Top Singles)                   | 2              |
| Canadá (Canadian Dance Chart)                   | 1              |
| Finlândia (Suomen virallinen lista)             | 16             |
| França (SNEP)                                   | 2              |
| O campo songid é OBRIGATÓRIO PARA PARADA ALEMÃ  | 2              |
| Irlanda (IRMA)                                  | 4              |
| Itália (FIMI)                                   | 7              |
| Japão (Japan Hot 100)                           | 5              |
| Países Baixos (Single Top 100)                  | 1              |
| União Europeia (European Singles Chart)         | 1              |
| Nova Zelândia (Recorded Music NZ)               | 5              |
| Noruega (VG-lista)                              | 11             |
| Escócia (Scottish Singles Chart)                | 6              |
| Suécia (Sverigetopplistan)                      | 9              |
| Suíça (Schweizer Hitparade)                     | 2              |
| Reino Unido (UK Singles Chart)                  | 4              |
| Reino Unido (UK Dance Chart)                    | 6              |
| Reino Unido (OCC UK R&B)                        | 1              |
| Estados Unidos (Billboard Hot 100)              | 1              |
| Estados Unidos (Billboard Hot R&B/Hip-Hop Songs | 8              |
| Estados Unidos (Billboard Dance Club Songs)     | 1              |